# Aleksej Sjved
Aleksej Viktorovitsj Sjved (Russisch: Алексей Викторович Швед) (Belgorod, 16 december 1988) is een professionele basketbalspeler die speelt voor het nationale team van Rusland. Hij kreeg de onderscheiding Meester in de sport van Rusland en de Medaille voor het dienen van het Moederland op 13 augustus 2012.

## Carrière
Sjved begon zijn carrière bij CSKA Moskou in 2005. Met die club won hij het Landskampioenschap van Rusland in 2008, 2009, 2011 en 2012. Ook werd hij Bekerwinnaar van Rusland in 2005, 2006, 2007 en 2010. Met CSKA won hij in 2008 de finale van de EuroLeague Men van Maccabi Elite Tel Aviv uit Israël met 91-77. In 2012 verhuisde Sjved naar de Verenigde Staten om te gaan spelen in de NBA. Hij begon bij de Minnesota Timberwolves. In zijn tweede seizoen werd hij verkocht aan de Philadelphia 76ers. In 2014 stapte Sjved over naar de Houston Rockets, om het seizoen af te sluiten bij de New York Knicks. In 2015 keerde hij terug naar Rusland om te gaan spelen voor Chimki Oblast Moskou. In 2021 keerde Sjved terug bij CSKA Moskou, waar hij zijn carrière begon.
Sjved speelde met Rusland op het Europees kampioenschap 2011, 2013 en 2017. Hij won brons in 2011. In 2012 haalde Sjved brons op de Olympische Spelen.

## Erelijst
- Landskampioen Rusland: 4
  - Winnaar: 2008, 2009, 2011, 2012
  - Tweede: 2022
- Bekerwinnaar Rusland: 4
  - Winnaar: 2005, 2006, 2007, 2010
- EuroLeague: 1
  - Winnaar: 2008
  - Runner-up: 2007
- Olympische Spelen:
  - Brons: 2012
- Europees Kampioenschap:
  - Brons: 2011

| Logo van de Olympische Spelen | Goud | Zilver | Brons | Logo van de Olympische Spelen |
|                               | 0    | 0      | 1     |                               |